# 요교정사 일원
요교정사 일원(蓼橋精舍 一圓)은 전북특별자치도 김제시 백산면 상리에 있다. 2020년 2월 6일 김제시의 향토문화유산 (기념물) 제6호로 지정되었다.

## 지정 사유
요교정사는 유재 송기면선생과 관련한 성현들의 도의실천과 백행의 근본인 효를 실천하는 공간으로, 전북의 실학 및 서예사에 있어서 현존하는 상징적 공간으로 자리잡고 있다. 송기면 선생은 호남3걸중 한분이신 석정이정직의 수제자로서, 전북 서예계를 주름잡았던 김제서단의 가장 대표인물이며, 일제강점기에도 강직한 성품으로 선비로서의 기개를 굽히지 않았던 인물로서, 전북의 서예문화와 선비정신을 상징하는 공간으로서의 가치를 인정받아 향토문화유산으로 지정한다.

## 갤러리

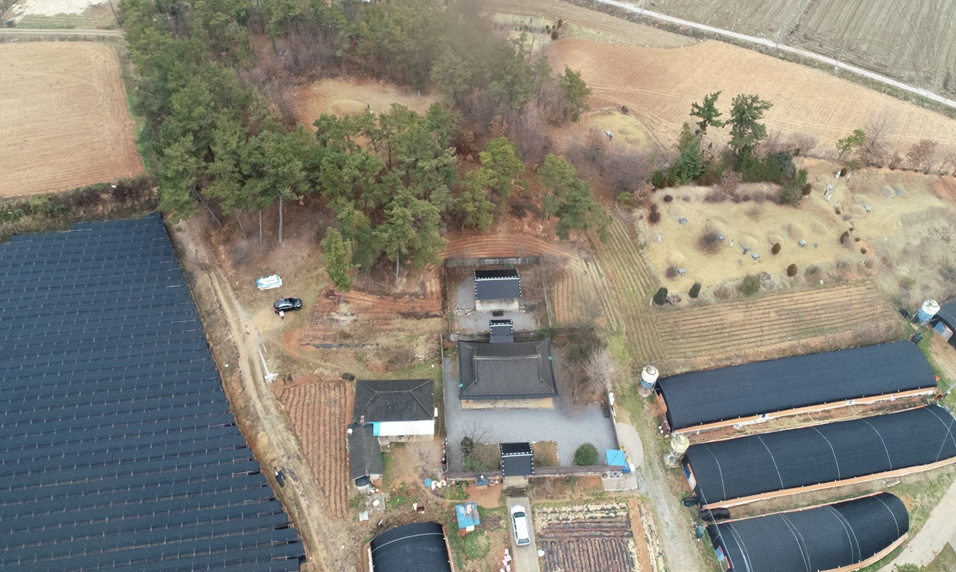